# Lilia Dale
Lilia Dale (eigentlich Koralin Hand; * 18. Juli 1919 in Pula, Italien) ist eine ehemalige italienische Schauspielerin.

## Leben
Als Dale mit noch nicht achtzehn Jahren nach Rom zog, hatte sie bereits breitgefächerte Erfahrungen. Die kleine, schmale junge Frau hatte an der Akademie der bildenden Künste Wien Tanz, Gesang und Schauspiel studiert, sprach neben italienisch fließend deutsch, englisch und französisch und hatte Klavierkonzerte gegeben. Sie wurde bald von Mario Camerini unter zahlreichen Bewerberinnen für die Rolle der aufdringlichen und kapriziösen, verwöhnten und verwirrten jungen Dame in der falschen Welt der reichen Snobs seines Filmes Il signor Max ausgewählt, in dem sie schließlich unter dem Namen Adonella auftrat. Ihre Interpretation der unangenehmen und unsympathischen Rolle ließ eine hervorragende Karriere erwarten, jedoch forderten die Folgeangebote nur stereotype Wiederholungen dieses Erstlings von Dale, die diesen auch durch Namenswechsel in den Besetzungslisten (so spielte sie auch als Lilly Hand und Lilia Dale Hand) zu entkommen suchte. 1940 gab sie die Schauspielerei nach ihrer Heirat auf.

## Filmografie
- 1937: Il signor Max
- 1937: Erevami sette sorelle
- 1938: Nonna Felicità
- 1939: Animali pazzi
- 1939: Chi sei tu?
- 1939: Il ladro
- 1940: Amiamoci così
- 1940: Manon Lescaut
- 1940: Taverna rossa